# Matthias Joachim Ernst Manteuffel-Kiełpiński
Matthias Joachim Ernst Manteuffel-Kiełpiński, auch Baron van Manteuffel, (* um 1728 vermutlich auf Elsenau; † nach 1787) war Generalmajor unter Wilhelm V. (Oranien).

## Leben

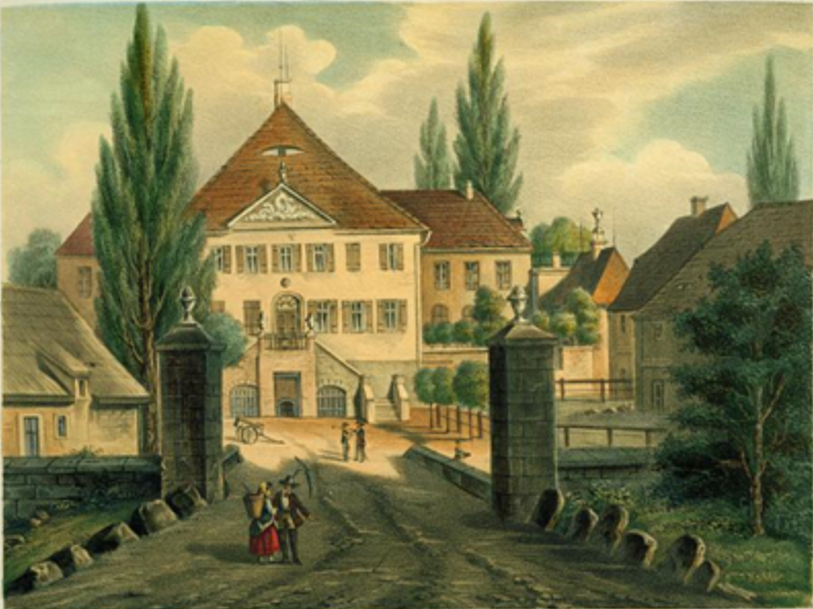
Schmochtitz, altkolorierte Lithographie nach Heise in: Album der Schlösser und Rittergüter im Königreich Sachsen.

Matthias Joachim Ernst wurde als Sohn des polnischen Magnaten Matthias Joachim Manteuffel-Kiełpiński († 1730), königlich polnischer Hauptmann, Truchsess von Terebowlja (polnisch Trembowla) und Salzgraf von Bydgoszcz, vermutlich in den 1720er Jahren geboren. Matthias entstammt wie sein Vater der hinterpommerschen Adelsfamilie von Manteuffel, deren Beiname in Polen auf die Herkunft vom Stamm Kölpin deutet und die gleichzeitig Träger des polnischen Indigenats waren. Seine Mutter, Krystyna Elżbieta (Christina Elisabetha), stammte aus der Familie Brünnow.
Manteuffel-Kiełpiński, im Leipziger Universitätsmatrikel als Polnischpreußischer Herr von Adel bezeichnet, studierte seit dem 18. April 1742 wie sein Vetter Ernst Christoph von Manteuffel zuvor, an der Universität Leipzig. Am 2. August 1743 hielt er auf der akademischen Jubelfeier zu Ehren der 50-jährigen akademischen Bürgerschaft des Ernst Christoph von Manteuffel, gleichzeitig dessen 68. Geburtstag, in Leipzig, als Student eine von Johann Christoph Gottsched verfasste Laudatio. Zu dieser Zeit nannte er sich bereits von Manteuffel, was darauf schließen lässt, dass er seinen Beinamen Kiełpiński zu dieser Zeit nicht mehr führte. Am 15. Februar 1748 ist Joachim Ernst Major des Mietregiments Baden-Durlach (Carl Wilhelm von Baden-Durlach), später Kompaniechef im 2. Bataillon des Infanterieregiments Oranje Nassau (No. 2), das unter dem Generalkapitän Wilhelm IV, Prinz von Oranien-Nassau, neuorganisiert wurde. Dort wird er als Joachim Ernst Baron van Manteuffel geführt.

„Kapitein [Joachim Ernst Baron van Manteuffel] in het 2de bataljon van het 2de regiment Oranje Nassau, in het nieuw opgericht regiment van de prins van Baden Dourlach“

Die Herkunft seines Titels als Baron ist nicht überliefert, wahrscheinlich ist jedoch, dass er diesen gleichsam seines Vetters Ernst Christoph von Manteuffel, welcher unter Kaiser Joseph I. in den Freiherrenstand erhoben wurde, ebenso für sich beanspruchte. 1750 weilte Manteuffel in der Garnison zu Nijmegen. Am 7. August 1753 erwarb er für 18.000 Taler vom Obristen Anton Christian von Kleist das Gut Schmochtitz im Markgraftum Niederlausitz, das er 1763 für 24.000 Taler an den sächsischen Hofmarschall Peter August von Schönberg verkaufte. Güter in der Niederlausitz eigneten sich seinerzeit hervorragend als Spekulationsobjekte. Im Jahre 1756 vergleicht er sich mit seinem Halbbruder Franciszek Ewald Manteuffel-Kiełpiński über Anteile am Besitz in Elsenau. Drei Jahre später verkauft der holländische Obrist, wie er auch genannt wurde, seine Anteile an Ignaz Wesołowski.
Joachim Ernst wurde am 18. März 1766 zum Oberstleutnant und am 24. August 1772 zum Oberst des 2. Bataillons im Infanterie-Regiment 748c Oranje Nassau (1773 in Arnhem und Nijmegen stationiert) befördert. Am 5. Oktober 1787 wurde er zum Generalmajor ernannt.